# Clethrionomys centralis
Clethrionomys centralis és una espècie de mamífer rosegador de la família dels cricètids. Viu a altituds d'entre 1.300 i 2.900 msnm a la Xina i el Kirguizstan. S'alimenta de baies, llavors d'avet i les parts verdes de les plantes. El seu hàbitat natural són els boscos de muntanya, sobretot els de coníferes. És una espècie en risc mínim, és a dir, no sembla que hi hagi cap amenaça significativa per a la seva supervivència. El seu nom específic, centralis, significa ‘central’ en llatí.